# Gerald L’Estrange
Gerry L’Estrange (* 7. November 1917 in Street, County Westmeath; † 5. April 1996 in Multyfarnham, County Westmeath, Irland) war ein irischer Politiker der Fine Gael.

## Biografie
L’Estrange war zunächst für die Partei Clann na Talmhan aktiv. 1942 wurde er in den Westmeath County Council gewählt. In diesem kommunalen Gremium blieb er bis 1981. Von 1959 bis 1961 stand er ihm als Cathaoirleach vor. Sein Versuch, in den Dáil Éireann 1944 gewählt zu werden, misslang. Auch als er zur Fine Gael übertrat, konnte L’Estrange weder 1948 noch 1961 einen Sitz im Wahlkreis Longford–Westmeath erreichen. Von 1954 bis 1965 war er hingegen im Seanad Éireann über die Verwaltungsliste eingezogen.
1965 gelang es ihm dann schließlich, einen Sitz im Dáil zu erreichen. L’Estrange verteidigte diesen bis zu den Wahlen 1987, zu denen er nicht mehr antrat.
Vom 1. Januar 1973 bis zum 4. Juni 1979 war er Mitglied der Oireachtas-Delegation im Europäischen Parlament.
Taoiseach Garret FitzGerald ernannte L’Estrange am 30. Juni 1981 zum Staatsminister im Verteidigungsministerium und zum Staatsminister beim Taoiseach als Government Chief Whip. Am 11. November 1981 wechselte er das Amt und wurde Staatsminister im Gesundheitsministerium. Mit dem Regierungswechsel endete dieses Amt bereits am 9. März 1982.
L’Estrange war mit Aileen Kellaghan verheiratet.

## Quelle
- Eintrag auf der Homepage des Oireachtas